# UD San Sebastián de los Reyes
Unión Deportiva San Sebastián de los Reyes – hiszpański klub piłkarski, grający w Segunda Division B, mający siedzibę w mieście San Sebastián de los Reyes.

## Sezony
| Sezon   | Liga            | Miejsce | Puchar Króla |
| ------- | --------------- | ------- | ------------ |
| 1971/72 | 3ª Categoría    | 13.     |              |
| 1972/73 | 3ª Categoría    | 4.      |              |
| 1973/74 | 3ª Categ. Pref. | 11.     |              |
| 1974/75 | 3ª Categ. Pref. | 7.      |              |
| 1975/76 | 2ª Categoría    | 7.      |              |
| 1976/77 | 2ª Categoría    | 1.      |              |
| 1977/78 | 1ª Categoría    | 15.     |              |
| 1978/79 | 2ª Categoría    | 3.      |              |
| 1979/80 | 2ª Categoría    | 2.      |              |
| 1980/81 | 1ª Categoría    | 5.      |              |
| 1981/82 | 1ª Categoría    | 2.      |              |
| 1982/83 | Preferente      | 9.      |              |
| 1983/84 | Preferente      | 8.      |              |
| 1984/85 | Preferente      | 2.      |              |
| 1985/86 | 3ª              | 13.     |              |
| 1986/87 | 3ª              | 7.      |              |
| 1987/88 | 2ªB             | 13.     |              |
| 1988/89 | 2ªB             | 16.     |              |
| 1989/90 | 3ª              | 7.      |              |
| 1990/91 | 3ª              | 13.     |              |
| 1991/92 | 3ª              | 16.     |              |
| 1992/93 | 3ª              | 4.      |              |
| 1993/94 | 2ªB             | 10.     |              |

| Sezon   | Liga | Miejsce | Puchar Króla |
| ------- | ---- | ------- | ------------ |
| 1994/95 | 2ªB  | 6.      |              |
| 1995/96 | 2ªB  | 17.     | I runda      |
| 1996/97 | 3ª   | 6.      |              |
| 1997/98 | 3ª   | 4.      |              |
| 1998/99 | 2ªB  | 14.     |              |
| 1999/00 | 2ªB  | 6.      |              |
| 2000/01 | 2ªB  | 18.     | 1/32         |
| 2001/02 | 3ª   | 1.      |              |
| 2002/03 | 3ª   | 1.      | 1/64         |
| 2003/04 | 2ªB  | 13.     | 1/64         |
| 2004/05 | 2ªB  | 14.     |              |
| 2005/06 | 2ªB  | 10.     |              |
| 2006/07 | 2ªB  | 6.      |              |
| 2007/08 | 2ªB  | 19.     | I runda      |
| 2008/09 | 3ª   | 13.     |              |
| 2009/10 | 3ª   | 13.     |              |
| 2010/11 | 3ª   | 4.      |              |
| 2011/12 | 2ªB  | 14.     |              |
| 2012/13 | 2ªB  | 17.     |              |
| 2013/14 | 3ª   | 4.      |              |
| 2014/15 | 3ª   | 6.      |              |
| 2015/16 | 3ª   | 1       |              |

- 16 sezonów w Segunda División B
- 14 sezony w Tercera División

## Sukcesy
- Tercera División: 2001–02, 2002–03, 2015–16